# Горни Цоневци
Горни Цоневци е бивше село в Северна България. Намира се в община Трявна, Габровска област.
Към 1934 г. селото има 27 жители. В днешно време е обезлюдено. Влиза в землището на гр. Плачковци.